# Jeux du Pacifique de 2011
Navigation
Jeux du Pacifique 2007 Jeux du Pacifique 2015
Les XIVe Jeux du Pacifique se sont déroulés du 27 août au 10 septembre 2011 en Nouvelle-Calédonie, essentiellement à Nouméa. C'est la troisième fois que cette collectivité française organise cet évenement, après 1966 et 1987.

## Désignation du pays hôte
La Nouvelle-Calédonie a été choisie lors de la réunion du 31 juillet 2005 du Conseil des Jeux du Pacifique qui s'est tenue à la clôture des mini-jeux des Palau. La Nouvelle-Calédonie, a été choisie au deuxième tour de scrutin par 27 voix sur 45, elle avait d'ailleurs failli l'emporter dès le premier tour en manquant la majorité absolue d'une voix. Elle s'est imposée face aux Îles Salomon et aux Samoa américaines.

## Organisation

### Comité organisateur
Le Comité territorial olympique et sportif de Nouvelle-Calédonie (CTOS), dépositaire des Jeux, a délégué le 21 juillet 2007 l'organisation à une association créée le 1er juin 2007 et baptisée « NC 2011 ». Elle comprend une assemblée générale de 18 membres (9 représentants du mouvement sportif et 9 représentants des institutions de la Nouvelle-Calédonie), dirigée par un bureau de 4 personnes, 12 commissions (logistique, marketing et communication, médicale, sport, mairie du Village des Jeux, aménagement des sites, administration et finances, volontaires, animation et cérémonies, accueil et protocole, sécurité et sûreté, environnement) et 23 permanents.

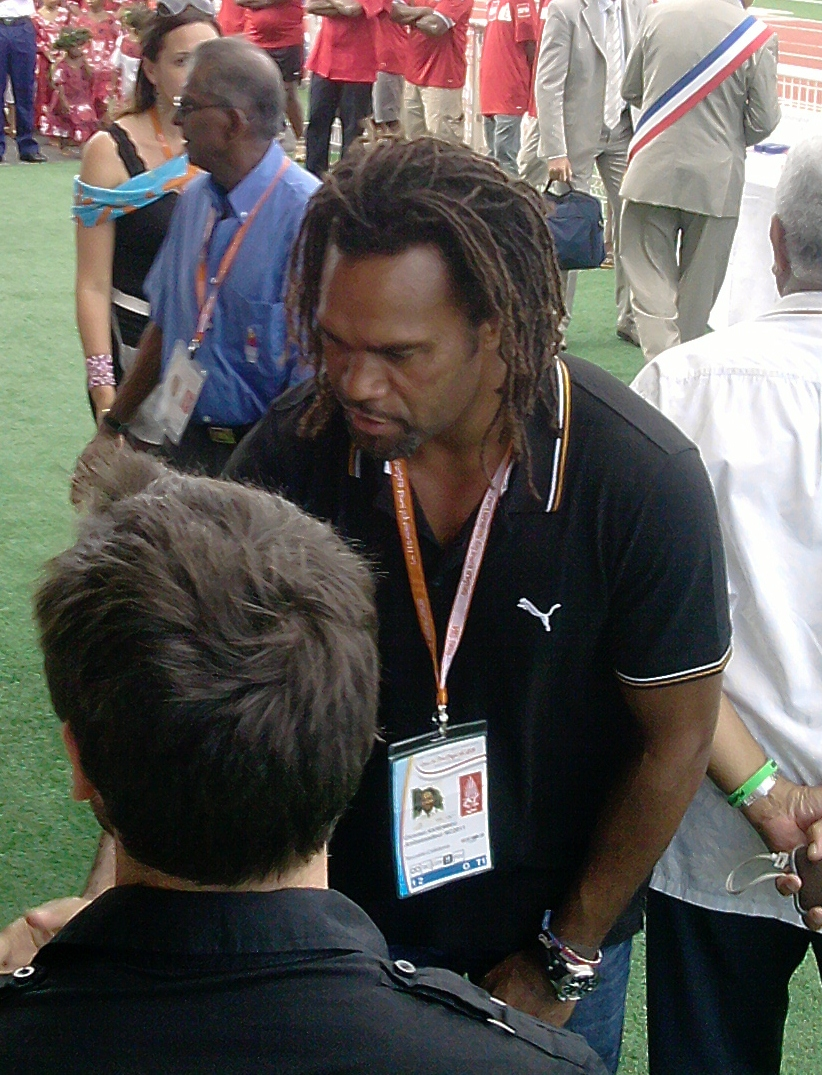
Christian Karembeu, ici lors des Jeux au Mont-Dore, est l'un des ambassadeurs de la compétition.

Le bureau depuis 2007 est ainsi constituée :
- Présidente : Pascale Bastien-Thiry (golf, conseillère municipale Rassemblement-UMP de Dumbéa)
- Vice-président : Charles Cali (voile, président du CTOS depuis 2008)
- Secrétaire : Joseph Wejieme (sprint)
- Trésorier : Thierry Cornaille (directeur général de la SIC)

### Ambassadeurs
Cinq personnalités ont été désignés comme ambassadeurs des Jeux :
- 2 le 21 janvier 2010[3] :
  - Nyipiengo Passa (saut en hauteur, porte-drapeau de la délégation néo-calédonienne lors des Ier Jeux à Suva en 1963).
  - Diane Bui Duyet (natation, athlète la plus titrée de l'histoire des Jeux avec 32 médailles d'or cinq participations en 1991, 1995, 1999, 2003 et 2007, titulaire du record du monde dames du 100 m papillon en bassin de 25 depuis le 12 décembre 2009).
- 3 le 27 août 2010[4] : 
  - Christian Karembeu (football, champion du monde 1998 et d'Europe 2000 avec l'équipe de France)
  - Pierre Fairbank (course handisport, champion du monde du relais 4 × 100 m avec l'équipe de France en 1998 et 2008 des 400 et 800 m, champion paralympique 2000 du 200 m)
  - Michel Quintin (planche à voile olympique, champion du monde 1987 et 1990, d'Europe 1990, médaillé d'or individuel et par équipes aux Jeux du Pacifique Sud de 1987, 1991 et 1995, porte-drapeau de la délégation néo-calédonienne en 1991, directeur du CTOS depuis 2005)

### Logo
Le logo officiel des Jeux et de l'association « NC 2011 » a été réalisé par l'agence de communication nouméenne Concept en 2007. Il comprend quatre éléments dont la symbolique est définie ainsi :
- représentation simplifiée et abstraite de deux personnages en mouvement (« la dynamique sportive »«  ») et dont les bras forment un seul trait (« fraternité entre les sportifs du Pacifique »).

Logo des jeux du Pacifique de 2011 en Nouvelle-Calédonie

- Logo des jeux du Pacifique de 2011 en Nouvelle-Calédonieune case (« représentation commune à tous les pays du Pacifique ») dont la forme rappelle celles contemporaines du Centre culturel Tjibaou de Renzo Piano (« l’identité calédonienne et l’association entre la tradition et la modernité »).
- les couleurs : chaudes (dégradé de rouge, orange et jaune) de la case qui est ainsi associée à « la flamme des Jeux [qui] apparaît en illuminant la vasque » ; bleu (en dessous de la case et derrière les personnages) qui « rappelle l’océan commun à toutes les îles du Pacifique ».
- la signature, ou devise des Jeux, « Pacifique Attitude », ayant phonétiquement une prononciation proche en anglais et français, qui « symbolise avec son double sens l’esprit de paix et de convivialité que devra être celui des Jeux NC 2011 ».

### Mascotte

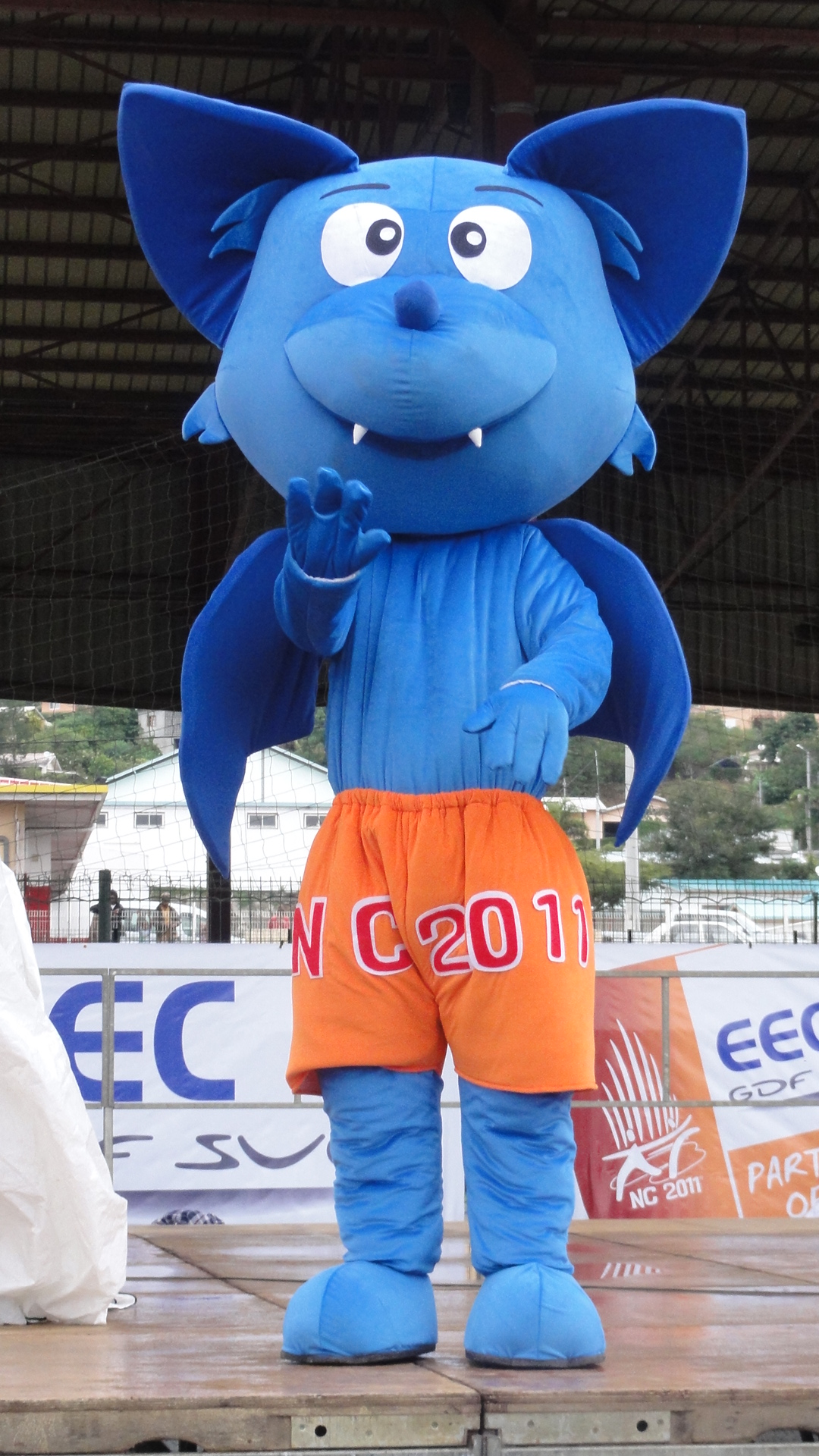
Joemy

La mascotte des Jeux, Joemy, a été présentée le 27 août 2009 à la suite d'un vote public par courrier, email, fax et SMS (près de 8 000 votants). Le croquis initial est l'œuvre d'un élève du lycée Jules-Garnier à Nouméa, et a ensuite été animé en trois dimensions par le studio graphique nouméen Banana Studio. Il s'agit d'une roussette (animal dont la Nouvelle-Calédonie compte quatre espèces dont trois endémiques) bleue (une nouvelle fois pour rappeler que le même océan borde les 22 pays insulaires participant aux jeux) en short orange. Son nom, Joemy, est voulu comme une « invitation », par sa proximité avec le mot drehu (langue kanak de Lifou) « troemi » (prononcé « chôémi » qui signifie « viens ») et du « join me » (« rejoignez-moi ») anglais.
Une première mascotte avait été adoptée le 6 juillet 2009, avant d'être retirée dès le lendemain à la suite d'une suspicion de plagiat. Elle représentait un margouillat également bleu, avec une crête aux trois couleurs des Jeux (bleu, rouge et jaune) et une médaille d'or autour du cou, et tenant dans la main la torche devant allumer la vasque (et dont la flamme reprend les mêmes trois couleurs). L'animal offrait une trop forte ressemblance avec un logo déjà présent sur internet.

## Partenaires

### Partenaires institutionnels
Toutes les acteurs institutionnels en Nouvelle-Calédonie sont associés à la démarche NC 2011, sur les plans matériels et fonctionnels :
- Gouvernement français (à travers le Haut-commissaire de la République)
- Nouvelle-Calédonie : Gouvernement et Congrès
- 3 Provinces : Sud, Nord et Îles Loyauté

### Média officiel
Le groupe public France Télévisions, et plus particulièrement sa chaîne publique à vocation locale Nouvelle-Calédonie 1re (télévision et radio), est chargé de la couverture médiatique officielle des Jeux du Pacifique. La convention allant dans ce sens a été signée le 16 décembre 2010 à Paris par Rémy Pflimlin, PDG de France Télévisions, et la présidente de NC 2011 Pascale Bastien-Thiry.
Le groupe du service public télévisuel offre ainsi des moyens techniques et humains en soutien des équipes de Nouvelle-Calédonie 1re pour la couverture de l'évènement, avec 3 millions d'euros d'investissements et six unités de production, soit une trentaine de caméras, plus de 150 personnes et une régie d’habillage pour monter un plateau télé « spécial Jeux du Pacifique ». Sont ainsi prévus plus de 100 heures de direct pour les épreuves, la diffusion des cérémonies d’ouverture et de clôture également en direct, des émissions dédiées chaque jour et de nombreux reportages. Les trois chaînes locales francophones de la région Nouvelle-Calédonie 1re, Polynésie 1re, Wallis et Futuna 1re doivent diffuser les Jeux 8 h par jour, tandis que France Ô reprendra chaque jour les images lors d’une émission spéciale, et enfin France 2 et France 3 programmeront des « virgules » dédiées. Un partenariat avec le groupe audiovisuel australien ABC doit de plus permettre de partager certaines images et profiter d'une couverture anglophone, même si France Télévisions conserve le contrôle sur le contenu des informations.

### Sponsors officiels
Six sociétés locales, nationales ou internationales ont signé avec NC 2011 un partenariat officiel qui en font les sponsors officiels des 14e Jeux du Pacifique :
| - SLN (Eramet) - EEC (GDF Suez) | - Société Le Froid - OPT | - BNC (BPCE) - Total |

### Fournisseurs officiels
Les sept fournisseurs officiels de NC 2011 et des Jeux sont :
- Artypo Serical (sérigraphie, articles publicitaires)
- Puma (équipementier de la délégation néo-calédonienne, des volontaires et bénévoles de NC 2011)
- Peugeot (véhicules officiels)
- Restauration française (Sodexo, restauration des athlètes et organisateurs soit 300 000 repas devant être servis pendant les Jeux, élaborés en collaboration avec les lycées professionnels hôteliers dans le cadre d’un projet pédagogique)
- CIPAC (fourniture d'équipements et de solutions technologiques)
- Manpower (recrutement et formation de 3 500 volontaires)
- Le Méridien (accueil dans son établissement cinq étoiles de Nouméa, défini comme l'« Hôtel Amiral des Jeux », des officiels du Conseil des Jeux et des comités olympiques et sportifs des pays participants)

## Pays participants
Vingt-deux pays insulaires (nations souveraines ou collectivités disposant de plus ou moins d'autonomie) participent aux Jeux du Pacifique, pour quelque 3 500 athlètes et 1 500 entraineurs, membres des équipes techniques ou officiels prévus.

### États pleinement indépendants
- Fidji
- Îles Salomon
- Kiribati
- Nauru
- Papouasie-Nouvelle-Guinée
- Samoa
- Tonga
- Tuvalu
- Vanuatu

### États indépendants en libre association avec un autre État

#### États-Unis
- États fédérés de Micronésie : république indépendante librement associée
- Îles Marshall : république indépendante librement associée
- Palaos : république indépendante librement associée

#### Nouvelle-Zélande
- Îles Cook : État indépendant en libre association
- Niue : État indépendant en libre association

### Territoires non indépendants

#### Territoire australien
- Île Norfolk : territoire autogouverné associé à l'Australie

#### Territoires des États-Unis
- Guam : territoire non incorporé et non organisé
- Îles Mariannes du Nord : territoire non incorporé et non-organisé
- Samoa américaines : territoire non incorporé et non organisé

#### Territoires français
- Nouvelle-Calédonie : collectivité sui generis
- Polynésie française : collectivité d'outre-mer
- Wallis-et-Futuna : collectivité d'outre-mer

#### Territoire néo-zélandais
- Tokelau : territoire associé à la Nouvelle-Zélande

## Sports
Les Jeux du Pacifique de 2011 sont les premiers à appliquer la nouvelle charte du Conseil des Jeux, adoptée le 14 mai 2006 et modifiée au 30 octobre 2008. Elle fixe 12 sports obligatoires (contre 5 auparavant) et 16 sports optionnels laissés au choix du pays organisateur au sein d'une liste de 28 disciplines différentes (37 auparavant), dont certaines ne sont pas reconnues comme sports olympiques, à condition qu'au moins six pays participants s'inscrivent à chacune des activités choisies.

### Sports obligatoires
Les 12 sports obligatoires sont :
| - Athlétisme (hommes et femmes) ; - Basket-ball (hommes et femmes) ; - Beach-volley (hommes et femmes) ; - Football (hommes et femme) ; | - Golf (hommes et femmes) ; - Haltérophilie (hommes et femmes) ; - Natation (hommes et femmes) ; - Rugby à sept (IRB, hommes et femmes) ; | - Tennis (hommes et femmes) ; - Tennis de table (hommes et femmes) ; - Va'a (sport) (hommes et femmes) ; - Volley-ball) (hommes et femmes). |

### Sports optionnels retenus
15 sports optionnels ont été ensuite retenus par NC 2011 :
| - Badminton (hommes et femmes) ; - Baseball (hommes) ; - Boxe (hommes) ; - Cricket (hommes) ; - Culturisme (hommes et femmes) ; | - Force athlétique (hommes et femmes) ; - Judo (hommes et femmes) ; - Karaté (hommes et femmes) ; - Squash (hommes et femmes) ; - Surf (hommes et femmes) ; | - Taekwondo (hommes et femmes) ; - Tir (hommes et femmes, DTL et ISSF) ; - Tir à l'arc (hommes et femmes) ; - Triathlon (hommes et femmes) ; - Voile (hommes et femmes). |

De plus, pour la première fois, quatre épreuves handisports sont intégrées au programme d'athlétisme : 100 m ambulant homme, javelot homme, poids fauteuil homme et poids fauteuil femme.

## Calendrier des compétitions
| CO | Cérémonie d'ouverture | ● | Compétitions | 1 | Finales | CC | Cérémonie de clôture |

| Août/Septembre   | Août/Septembre   | 27 Sam | 28 Dim | 29 Lun | 30 Mar | 31 Mer | 1er Jeu | 2 Ven | 3 Sam | 4 Dim | 5 Lun | 6 Mar | 7 Mer | 8 Jeu | 9 Ven | 10 Sam | Events |
| ---------------- | ---------------- | ------ | ------ | ------ | ------ | ------ | ------- | ----- | ----- | ----- | ----- | ----- | ----- | ----- | ----- | ------ | ------ |
| Ceremonies       | Ceremonies       | CO     |        |        |        |        |         |       |       |       |       |       |       |       |       | CC     |        |
| Tir à l'arc      | Tir à l'arc      |        |        |        |        |        |         |       |       |       |       | 4     | ●     | 4     | 6     |        | 14     |
| Athlétisme       | Athlétisme       |        |        |        |        |        |         |       | 4     |       | 6     | 9     | 7     | 9     | 8     | 4      | 47     |
| Badminton        | Badminton        |        |        |        |        |        |         |       |       |       | ●     | ●     | ●     | ●     | 5     |        | 5      |
| Baseball         | Baseball         |        |        | ●      | ●      | ●      | ●       | ●     | ●     |       | ●     | ●     | ●     | 1     |       |        | 1      |
| Basket-ball      | Basket-ball      |        |        | ●      | ●      | ●      | ●       | ●     | ●     |       | ●     | ●     | ●     | 2     |       |        | 2      |
| Culturisme       | Culturisme       |        |        | 12     |        |        |         |       |       |       |       |       |       |       |       |        | 12     |
| Boxe             | Boxe             |        |        |        | ●      | ●      | ●       | ●     | 10    |       |       |       |       |       |       |        | 10     |
| Va'a             | Va'a             |        |        | 4      | 4      |        |         | 2     | 2     |       |       |       |       |       |       |        | 12     |
| Cricket          | Cricket          |        |        | ●      | ●      | ●      |         | ●     | ●     |       | ●     | ●     |       | 1     |       |        | 1      |
| Football         | Football         | ●      |        | ●      | ●      | ●      | ●       | ●     | ●     |       | ●     |       | ●     |       | 2     |        | 2      |
| Golf             | Golf             |        |        |        |        | ●      | ●       | ●     | 4     |       |       |       |       |       |       |        | 4      |
| Judo             | Judo             |        |        |        |        |        |         |       |       |       |       | 7     | 7     | 4     |       |        | 18     |
| Karaté           | Karaté           |        |        |        |        | 6      | 6       | 6     |       |       |       |       |       |       |       |        | 18     |
| Force athlétique | Force athlétique |        |        |        |        |        |         |       |       |       |       |       |       | 7     | 8     |        | 15     |
| Rugby à sept     | Rugby à sept     |        |        |        |        | ●      | ●       | 2     |       |       |       |       |       |       |       |        | 2      |
| Voile            | Voile            |        |        | ●      | ●      | ●      | ●       | ●     | ●     |       | ●     | ●     | ●     | 6     |       |        | 6      |
| Tir              | Tir              |        |        |        | 2      | 2      | 2       |       |       |       |       |       |       |       |       |        | 6      |
| Squash           | Squash           |        |        | ●      | ●      | ●      | ●       | 2     | ●     |       | ●     | ●     | 2     | ●     | 3     |        | 7      |
| Surf             | Surf             |        |        |        |        | ●      | ●       | 3     |       |       |       |       |       |       |       |        | 3      |
| Natation         | Natation         |        |        | 7      | 7      | 8      | 8       | 8     |       |       | 2     |       |       |       |       |        | 40     |
| Tennis de table  | Tennis de table  |        |        | ●      | ●      | ●      | 2       | ●     | 2     |       | ●     | ●     | ●     | 2     |       |        | 6      |
| Taekwondo        | Taekwondo        |        |        |        |        |        |         |       |       |       |       | 8     | 8     | 2     |       |        | 18     |
| Tennis           | Tennis           |        |        | ●      | ●      | 1      | 1       | ●     | ●     |       | ●     | ●     | 2     | 3     |       |        | 7      |
| Triathlon        | Triathlon        |        |        |        |        |        |         |       | 3     |       |       |       |       |       |       |        | 3      |
| Volley-ball      | Volley-ball      |        |        | ●      | ●      | ●      | ●       | ●     | ●     |       | ●     | ●     | ●     | ●     | 2     | 2      | 4      |
| Haltérophilie    | Haltérophilie    |        |        |        |        |        |         |       |       |       | 6     | 5     | 4     |       |       |        | 15     |
| Total events     |                  |        |        |        |        |        |         |       |       |       |       |       |       |       |       |        |        |
| Cumulative total |                  |        |        |        |        |        |         |       |       |       |       |       |       |       |       |        |        |
| Août/Septembre   | Août/Septembre   | 27 Sam | 28 Dim | 29 Lun | 30 Mar | 31 Mer | 1er Jeu | 2 Ven | 3 Sam | 4 Dim | 5 Lun | 6 Mar | 7 Mer | 8 Jeu | 9 Ven | 10 Sam | Events |

## Sites des compétitions
Les compétitions doivent se répartir en 34 sites (36 en séparant les différentes installations du centre Victorin-Boewa au Mont-Dore) répartis sur l'ensemble de la Nouvelle-Calédonie, même si Nouméa et sa banlieue réunissent une grande majorité des épreuves. Parmi eux, cinq sont des infrastructures créées ex nihilo, huit sont des équipements existants assez profondément agrandis et réaménagés, seize sont des installations ayant fait l'objet tout au plus d'une remise aux normes et cinq sont des sites ouvertes avec pas ou peu d'aménagements spécifiquement sportifs. Le coût global des travaux ainsi engagés est de l’ordre de 7,5 milliards de Francs pacifique (62,85 millions d'euros) dont une grande partie (5 milliards) financée par la Nouvelle-Calédonie.

### Nouveaux sites sportifs
- Nouméa :

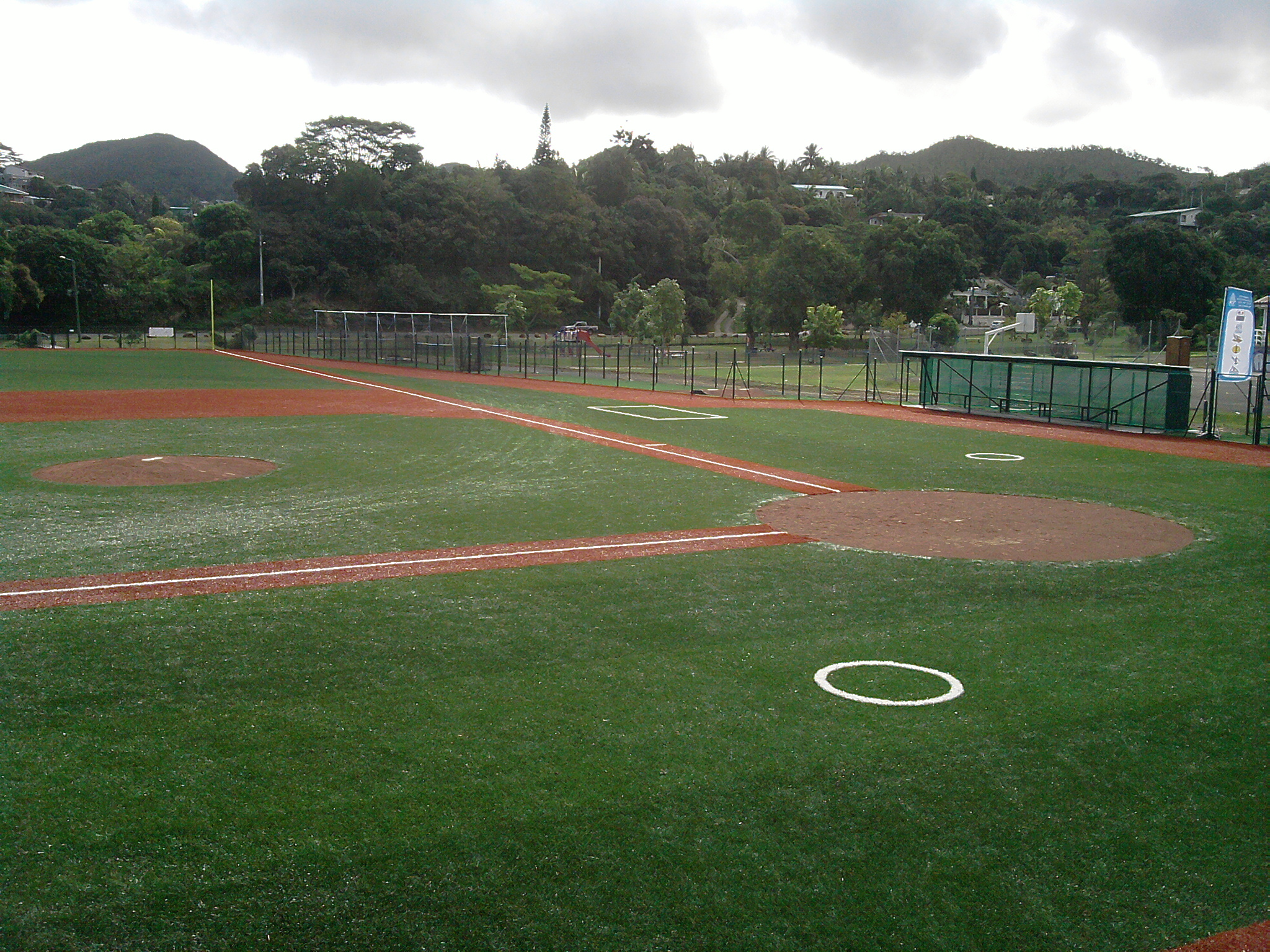
Le nouveau terrain de baseball de Robinson au Mont-Dore a été construit dans le cadre des Jeux du Pacifique 2011.

  - Salle omnisports de la Vallée du Tir (dite la « Luciole », 540 places assises, 2009-septembre 2010)[11] : badminton, basket-ball (plusieurs matchs).
- Agglomération nouméenne :
  - Salle omnisports (« Arène du Sud ») de Païta, avec des équipements modernes aux normes internationales, est prévue également pour servir éventuellement de salle de spectacle (avec alors une capacité entre 2 500 et 3 000 spectateurs pour 1 919 places assises dans sa configuration maximale (2009-décembre 2010) : culturisme (858 places assises), volley-ball (matchs de poule, finales dames), basket-ball (demi-finales et finales, matchs de classement).
  - Terrains de beach-volley de Koutio, Dumbéa, avec une salle omnisports pour le lycée voisin du Grand Nouméa (janvier-mai 2011)[12] : beach-volley.
  - Terrains de baseball de Robinson, Mont-Dore (2010-mai 2011) : baseball.
- Province Nord :
  - Centre provincial de tennis, Koné, avec quatre courts (Gazon synthétique couleur terre), deux minicourts, deux tribunes de deux cent cinquante places chacune, un club-house avec snack-bar et un parking (2010-janvier 2011)[13] : tennis (tournoi par équipes dames).
  - Base nautique de va'a de Tiéti, Poindimié (2010-2012) : va'a (marathon).

### Équipements sportifs agrandis ou réaménagés
- Nouméa :

Athlétisme au stade Numa-Daly de Nouméa lors des Jeux du Pacifique de 2011.

  - Stade Numa-Daly (qui date des premiers Jeux du Pacifique organisés en Nouvelle-Calédonie en 1966) de Magenta, avec un premier agrandissement et réaménagement en 2007-2008 en vue du match de jubilé de Christian Karembeu (élargissement du salon d'honneur pour répondre aux nécessités des rencontres internationales, installation d'un panneau d'affichage électronique et d'un écran géant de 5 m sur 3, entre autres) puis à nouveau en 2010-2011 (fin en mars 2011, capacité portée à 10 772 places assises) : cérémonie d'ouverture, athlétisme, football (finales hommes et femmes).
  - Centre d'activités nautiques (CAN) de la Côte blanche, avec l'aménagement d'une place artificielle de mise à l'eau supplémentaire, d'un pôle restauration (140 m2, capacité de 80 couverts) et un pôle hébergement (deux dortoirs, un pour garçon et un pour fille, 240 m2) pour accueillir les classes de mer, un pôle formation (une salle de cours et un bureau) et un pôle atelier (120 m2) à côté des bâtiments et de la plage existants (2010-juillet 2011) : voile.
  - Salle Picou de la Vallée des Colons, avec la réfection des vestiaires et construction de deux courts supplémentaires (305 places assises au total, travaux réalisés en 2010)[14] : squash.
  - Salle Jean-Noyant du Motor Pool, avec un agrandissement de la salle de réunion et la construction d'un auvent de 50 m2 (85 places assises, travaux réalisés en 2010)[14].
- Agglomération nouméenne :
  - Centre aquatique régional (piscine de Koutio), Dumbéa, avec la construction d'une piscine olympique, de locaux annexes (vestiaires, sanitaires, exploitation, techniques) et de nouveaux gradins (capacité de 800 places assistes) à côté des bassins existants (juillet 2009-décembre 2010) : Natation[15].
  - Salle des arts martiaux d'Auteuil, Dumbéa, avec la construction à côté d'une salle préexistante de judo et de danse d'une aire d’évolution sportive avec 2 tatamis karaté, de tribunes de 200 spectateurs, des vestiaires et sanitaires, de gradins bétons (capacité de 50 spectateurs) pour porter la capacité totale à 534 places assises, des locaux de rangements et des aires de stationnement (2010-avril 2011) : karaté et taekwondo[16].
- Îles Loyauté :
  - Stade de Hnassé à Lifou, avec la construction de deux nouveaux gradins non couverts de 300 places chacun et rénovation du terrain (capacité totale de 1 680 places assises) : football (demi-finales hommes et femmes).

### Équipements sportifs inchangés ou remis aux normes
- Nouméa : 
  - Salle omnisports de l'Anse Vata (également construite pour les Jeux de 1966, plusieurs fois rénovée) : boxe (1 711 places assises), judo (1 350 places assises).
  - Stade Édouard Pentecost, voisin de la précédente à l'Anse Vata (102 places assises et espaces libres autour du site) : tir à l'arc.
  - Terrain de cricket de N'Du (rénové) à Ducos (260 places assises) : cricket.
  - Stade du Patronage laïc Georges-Clemenceau (PLGC, rénové) à l'Artillerie (1 440 places assises) : football (plusieurs matchs féminins).
  - Terrain de football de Rivière-Salée (rénové pour en faire un pôle sportif, 250 places assises) : football (plusieurs matchs)
  - Terrain de rugby (rénové) de Rivière-Salée (830 places assises) : rugby à 7.
  - Golf de Tina (rénové) : golf.
  - Tennis du Ouen Toro (rénové, 1800 places assises) : tennis.
  - Salle Ernest-Veyret (construite pour les Jeux de 1987, rénovée) : volley-ball (matchs par équipes).
- Agglomération nouméenne :
  - Pôle des lanceurs (rénové) de l'ancien stade Galinié de Boulari, Mont-Dore (135 places assises) : athlétisme (lancers).
  - Complexe sportif Victorin-Boewa de Boulari, Mont-Dore, qui comprend trois éléments :
    - salle omnisports Sérandour (608 places assises) : haltérophilie, force athlétique, basket-ball (plusieurs matchs dont des finales de classement).
    - stade Victorin-Boewa (135 places assises) : football (plusieurs match).
    - stand de tir Boewa : tir sportif (ISSF)

  - Terrain de ball-trap (rénové) de Païta (50 places assises et espace plein air) : ball-trap (DTL)
- Province Nord :
  - Stade Yoshida (rénové) de Koné (capacité de 1 463 places assises) : football (match de demi-finales hommes et femmes).
  - Salle omnisports (rénovée) de Poindimié (135 places assises) : basket-ball (finales de classement)
  - Salle omnisports (rénovée) de Koumac (50 places assises) : tennis de table (tournois doubles hommes, femmes et mixtes).
- Îles Loyauté :
  - Salle omnisports (rénovée) de Hnassé à Lifou (120 places assises) : volley-ball (finales de classement hommes et femmes).

### Sites ouverts sans infrastructures sportives
- Nouméa : 
  - Promenade Roger-Laroque longeant la plage de l'Anse Vata : triathlon (cyclisme et course), marathon, marche athlétique.
  - plage et baie de l'Anse Vata : triathlon (natation), va'a (sprint).
- Sud rural :
  - plage et baie de Ouano, La Foa, avec pour seule infrastructure l'aménagement (terminé à la fin de l'année 2010) d'une plateforme de jugement : surf.
- Îles Loyauté :
  - plage d'Ouvéa : beach-volley (places de classement).
  - baie et plage de la base nautique d'Ouvéa : natation (eaux libres).

## Village des athlètes

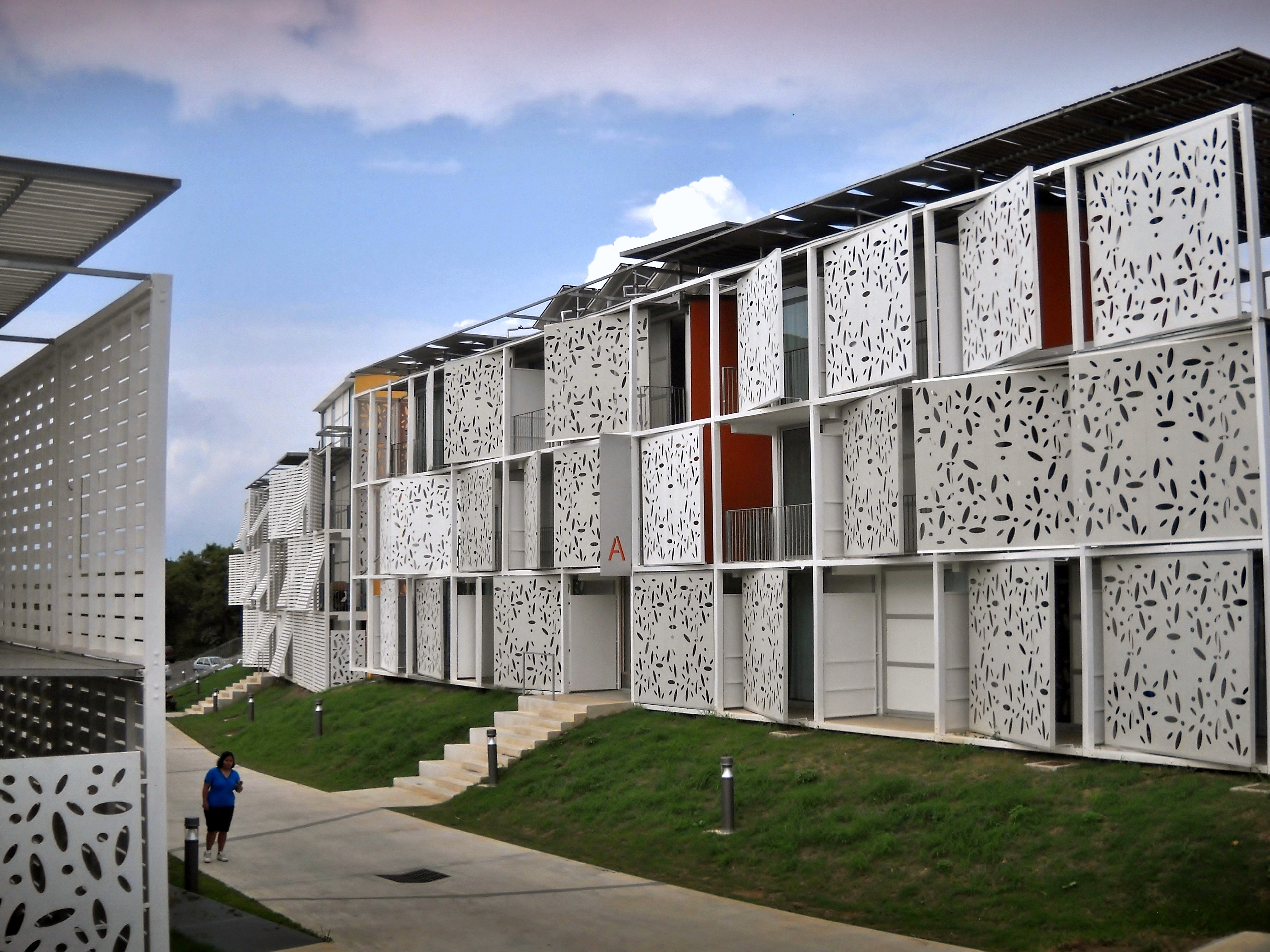
Les bâtiments qui ont servi de village des athlètes sont ceux de la future résidence universitaire de Nouville.

La nouvelle charte du Conseil des Jeux du Pacifique, que NC 2011 sont les premiers à appliquer, oblige à regrouper le logement des athlètes dans un « village ». Il doit être ouvert au moins 25 jours (pour 12 jours de compétition hors cérémonie d’ouverture) et est non-fumeur. Sa construction s'est effectué dans le cadre de la deuxième tranche de l'aménagement du nouveau grand campus de l'Université de la Nouvelle-Calédonie (UNC) sur la presqu'île de Nouville à Nouméa. Dans le cadre du contrat de développement État-Intercollectivités 2006-2010, une enveloppe de 500 millions de Francs CFP (4 190 026 €) est dans un premier temps dédiée à la réalisation d'environ 100 chambres (400 lits envisageables pour les Jeux). Cette offre est complétée par la mise à disposition des participants aux Jeux des nouveaux locaux administratifs et d’enseignements construits entre 2009 et 2011 pour le transfert du site de Magenta (surface de 2000 m2, susceptible d’accueillir environ 400 ou 500 lits en dortoir) et finalement de la résidence universitaire de 471 logements supplémentaires (2 000 lits possibles). Le coût total, prévu dans le projet d'extension de l'université, est de 3,7 milliards de Francs pacifique (31 millions d'euros). C'est donc finalement entre 2 800 et 3 000 lits qui sont prévus pour s'ajouter à l'existant (à savoir les locaux anciens et de la première tranche d'extension du campus de Nouville) pour le village des athlètes,,. Des centres d'hébergements sont également livrés dans d'autres sites de compétitions hors Nouméa : à la fin de l'année 2010 à Koné, en février 2011 à Koumac.

## Cérémonies

### Ouverture

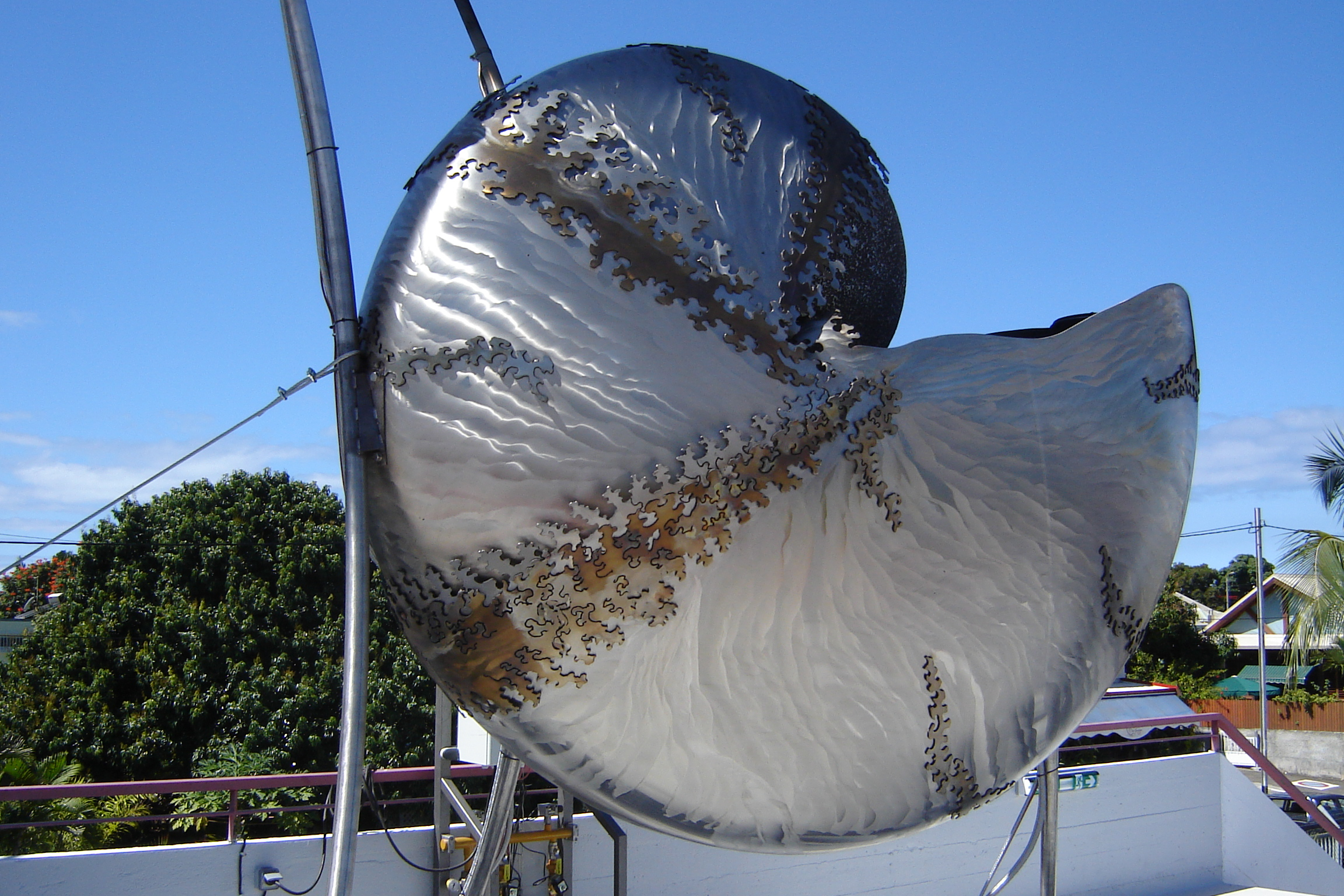
Allumée par Diane Bui Duyet, la vasque représente un nautile géant, un des symboles de la Nouvelle-Calédonie.

La cérémonie d'ouverture se tient le 27 août 2011 au stade Numa-Daly de Magenta à Nouméa. Le président de la République française, Nicolas Sarkozy, a confirmé, lors de ses vœux à l'outre-mer prononcés en Guadeloupe le 9 janvier 2011, qu'il serait présent en Nouvelle-Calédonie pour ouvrir les Jeux, déclarant : « Je me rendrai en Nouvelle-Calédonie à la fin de l’été pour y ouvrir les Jeux du Pacifique qui reviennent pour la première fois sur ce territoire depuis le drame d’Ouvéa ». La Nouvelle-Calédonie, pays hôte, va de plus défiler pour la première fois sous deux drapeaux : celui tricolore, emblème national qui fut seul l'étendard des délégations néo-calédoniennes par le passé, et celui dit « Kanaky » (ou indépendantiste, ou encore du FLNKS).
Ayant duré environ 3 h, la cérémonie, mise en scène par Isabelle de Haas, directrice de la troupe de théâtre locale « Pacifique et Compagnie », et chorégraphiée par Richard Digoué, de la compagnie de danse Nyian, comprend :
- un prologue chorégraphié mettant en scène le « réveil des esprits du stade » (incarnés par des enfants portant des capes multicolores),
- le défilé des délégations (ouvert par celle des Samoa, précédent pays hôte des Jeux en 2007, et clos par celle de la Nouvelle-Calédonie, pays organisateur, emmenée par deux portes-drapeaux, la nageuse Lara Grangeon et le tennisman Nicolas N'Godrela),
- la levée du drapeau du Conseil des Jeux,
- l'interprétation de la chanson officielle des XIVe Jeux (intitulée « Pacifique Attitude », reprenant la devise de NC 2011) par Tyssia accompagnée de danseuses (toutes se déplaçant sur des gyropodes),
- la prestation des serments (par la volleyeuse Aurélie Kohnu, porte-drapeau de la Nouvelle-Calédonie aux Jeux de 2007, pour les athlètes et par l'arbitre international de taekwondo Thierry Colleux pour les arbitres),
- les discours officiels par, successivement, la présidente de NC 2011, Pascale Bastien-Thiry, le président du Conseil des Jeux du Pacifique, le fidjien Vidhya Lakhan, et le président de la République française, Nicolas Sarkozy, qui déclare ouvert les XIVe Jeux du Pacifique,
- l'entrée de la flamme, au milieu d'un jeu pyrotechnique, relayée par la lanceuse de javelot Bina Ramesh, le karatéka Vu Duc Minh Dack, la triathlète Érika Ellis, le taekwondoiste John Trouillet, le footballeur César Lolohea et la nageuse Diane Bui Duyet qui allume la vasque en forme de coquille de nautile géant,
- un spectacle, le « temps du miracle », sur le lien entre « sport et création », organisé en quatre tableaux chorégraphiés et mettant en scène des marionnettes géantes, chacun consacré à une catégorie de sports : les sports de force et de combat tout d'abord, puis ceux de balles et de ballons, suivi par ceux de vitesse et de précision et enfin ceux d'eau.

### Clôture
(décembre 2011).
La cérémonie de clôture est prévue le 10 septembre 2011 à l'hippodrome Henri Milliard de l'Anse Vata à Nouméa.

## Tableau des médailles
Les nations au classement des médailles de leurs athlètes :
| Rang | Nation                      | Or  | Argent | Bronze | Total |
| ---- | --------------------------- | --- | ------ | ------ | ----- |
| 1    | Nouvelle-Calédonie          | 120 | 107    | 61     | 288   |
| 2    | Polynésie française         | 59  | 42     | 42     | 143   |
| 3    | Papouasie-Nouvelle-Guinée   | 49  | 24     | 48     | 121   |
| 4    | Fidji                       | 33  | 44     | 53     | 130   |
| 5    | Samoa                       | 21  | 17     | 34     | 72    |
| 6    | Nauru                       | 8   | 10     | 10     | 28    |
| 7    | Tonga                       | 4   | 6      | 10     | 20    |
| 8    | États fédérés de Micronésie | 3   | 0      | 0      | 3     |
| 9    | Îles Cook                   | 2   | 6      | 4      | 12    |
| 10   | Wallis-et-Futuna            | 2   | 3      | 7      | 12    |
| 11   | Vanuatu                     | 1   | 8      | 8      | 17    |
| 12   | Kiribati                    | 1   | 6      | 6      | 13    |
| 13   | Samoa américaines           | 1   | 0      | 0      | 1     |
| 13   | Îles Mariannes du Nord      | 1   | 0      | 0      | 1     |
| 15   | Guam                        | 0   | 6      | 5      | 11    |
| 16   | Îles Salomon                | 0   | 5      | 17     | 22    |
| 17   | Niue                        | 0   | 3      | 3      | 6     |
| 18   | Tuvalu                      | 0   | 2      | 1      | 3     |
| 19   | Palaos                      | 0   | 1      | 3      | 4     |

Les  Tokelau,  Îles Marshall et  Île Norfolk n'ont pas remporté la moindre médaille pour cette édition.